# Ludžajn Hazlúlová
Ludžajn Hazlúlová (arabsky لجين الهذلول‎, Ludžajn al-Hadhlúl, anglicky Loujain Alhathloul; * 31. července 1989) je saúdská aktivistka za práva žen, dříve politická vězeňkyně. Vystudovala Univerzitu Britské Kolumbie v Kanadě. Hazlúlová byla několikrát za protest proti zákazu řízení pro ženy v Saúdské Arábii zatčena a poté propuštěna. V květnu 2018 byla zatčena spolu s dalšími předními aktivistkami za práva žen a obviněna z „pokusu o destabilizaci království.“ 10. února 2021 byla propuštěna z vězení. Hazlúlová byla zařazena na seznam „100 nejvlivnějších arabských žen roku 2015“.

## Ocenění
V březnu 2019 americký PEN klub udělil aktivistkám za práva žen Hazlúlové, Nouf Abdulazizové, a Eman al-Nafjanové ocenění Freedom to Write Award. Hazlúlová byla také zařazena na seznam „100 Most Influential People of 2019“ časopisu Time. V letech 2019 a 2020 byla nominována na Nobelovu cenu za mír. 19. dubna 2021 obdržela Cenu Václava Havla za lidská práva pro rok 2020.